# Enar Josefsson
Pour les articles homonymes, voir Josefsson.
Enar Josefsson (né le 6 septembre 1916 et mort le 8 décembre 1989) est un ancien fondeur suédois.

## Jeux olympiques
- Jeux olympiques d'hiver de 1952 à Oslo 
  -  Médaille de bronze en relais 4 × 10 km.

## Championnats du monde
- Championnats du monde de ski nordique 1950 à Lake Placid 
  -  Médaille d'or en relais 4 × 10 km.
  -  Médaille d'argent sur 18 km.
  -  Médaille d'argent sur 50 km.